# Gregor Wurst
Gregor Wurst (* 1964 in Münster) ist ein deutscher katholischer Professor für Kirchengeschichte an der Universität Augsburg. Seine Schwerpunkte sind Alte Kirchengeschichte und Patrologie. 

## Leben
Das Studium der katholischen Theologie, Koptologie, Ägyptologie an den Universitäten Münster, Freiburg im Üechtland und Genf schloss er 1989 als Magister artium ab. Von 1990 bis 2001 war er wissenschaftlicher Assistent am patristischen Seminar der Universität Freiburg (Schweiz) bei Dirk Van Damme, Otto Wermelinger und Franz Mali. Er wurde 1994 mit der Arbeit Das Bêmafest der ägyptischen Manichäer an der Westfälischen Wilhelms-Universität mit dem Prädikat summa cum laude promoviert. Das theologische Lizentiat erwarb er 1998 mit der Arbeit Untersuchungen zu Leben und Werk des Faustus von Mileve. Seine Habilitationsschrift Die Homilie De anima et corpore, ein Werk des Meliton von Sardes? Einleitung, synoptische Edition, Übersetzung, Kommentar wurde von der katholisch-theologischen Fakultät der Universität Freiburg (Schweiz) 2000 angenommen. Heisenberg-Stipendiat der DFG war er von 2001 bis 2004. Er vertrat von 2003 bis 2004 den Lehrstuhl Katholische Theologie mit dem Schwerpunkt Historische Theologie an der Universität Siegen und von 2004 bis 2006 den Lehrstuhl Kirchengeschichte, unter besonderer Berücksichtigung der Alten Kirchengeschichte und Patrologie an der Universität Augsburg. Seit dem 1. August 2006 ist er Ordinarius für Kirchengeschichte, unter besonderer Berücksichtigung der Alten Kirchengeschichte und Patrologie an der Universität Augsburg. Von 2007 bis 2013 war er Dekan der katholisch-theologischen Fakultät der Universität Augsburg.

## Veröffentlichungen (Auswahl)
- mit Andreas Kessler, Thomas Ricklin (Hg.): Peregrina Curiositas. Eine Reise durch den orbis antiquus. Zu Ehren von Dirk Van Damme. (Novum testamentum et orbis antiquus; Band 27). Universitäts-Verlag/Vandenhoeck und Ruprecht, Freiburg i.Ü./Göttingen 1994, ISBN 3-525-53929-0.
- mit Cäcilia Fluck, Lucia Langener, Siegfried G. Richter, Sofia Schaten (Hg.): Divitiae Aegypti. Koptologische und verwandte Studien zu Ehren von Martin Krause. Dr. Ludwig Reichert, Wiesbaden 1995, ISBN 9783882268355.
- Das Bêmafest der ägyptischen Manichäer (Arbeiten zum spätantiken und koptischen Ägypten; Band 8). Oros Verlag, Altenberge 1995, ISBN 3-89375-111-4. (= Dissertation)
- mit Martin Krause (Hg.): Ps. 2, Fasc. 1. Die Bema-Psalmen (Corpus fontium Manichaeorum; Band 1). Brepols, Turnhout 1996, ISBN 2-503-50526-0.
- Die Homilie De anima et corpore, ein Werk des Meliton von Sardes? Einleitung. Synoptische Edition. Übersetzung. Kommentar. I. Synoptische Edition. Übersetzung. II. Einleitung. Kommentar. Freiburg i.Ü. 2000. (= maschinenschriftliche Habilitationsschrift)
- mit Otto Wermelinger, Marie-Anne Vannier (Hg.): Anthropos Laïkos. Mélanges Alexandre Faivre à l’occasion de ses 30 ans d'enseignement. (Paradosis; Band 44). Editions Universitaires Fribourg, Freiburg i.Ü. 2000, ISBN 978-2827108824.
- mit Otto Wermelinger, Johannes van Oort (Hg.): Augustine and Manichaeism in the Latin West. Proceedings of the Fribourg-Utrecht International Symposium of the IAMS. (Nag Hammadi and Manichaean Studies; Band 49). Brill, Leiden 2001, ISBN 9789004114234.
- mit Rodolphe Kasser, Marvin Meyer (Hg.): The Gospel of Judas from Codex Tchacos. National Geographic Society, Washington DC 2006, ISBN 978-1-4262-0042-7.
- mit Rodolphe Kasser, Marvin Meyer (Hg.): The Gospel of Judas. Together with the Letter of Peter to Philip, James, and a Book of Allogenes from Codex Tchacos. Critical Edition. National Geographic Society, Washington DC 2007, ISBN 9781426201912.
- mit Günter Hägele, Markus Stein (Hg.): Novum opus ex veteri. Vom Judas-Evangelium zur Furtmeyr-Bibel; biblische und apokryphe Handschriften aus Spätantike und Mittelalter. Katalog zur Ausstellung in der Universitätsbibliothek Augsburg, 13. Januar bis 30. April 2010. Universitätsbibliothek Augsburg, Augsburg 2010, ISBN 978-3-936504-04-0.
- mit Günter Hägele, Markus Stein (Hg.): Judasevangelium und Codex Tchacos. Studien zur religionsgeschichtlichen Verortung einer gnostischen Schriftensammlung. (Wissenschaftliche Untersuchungen zum Neuen Testament; Band 297). Mohr Siebeck, Tübingen 2012, ISBN 978-3-16-150794-6.
- mit Andreas Merkt, Günther Wassilowsky (Hg.): Reformen in der Kirche. Historische Perspektiven. (Quaestiones disputatae; Band 260). Herder, Freiburg/Basel/Wien 2014, ISBN 978-3-451-02260-9.